# NGC 1705
NGC 1705 este o starburst galaxy⁠(d) situată în constelația Pictorul. A fost descoperită în 5 decembrie 1834 de către John Herschel. Se află la o distanță de 5,52 megaparseci de Pământ.